# 宇都宮短期大学
宇都宮短期大学（うつのみやたんきだいがく、英語: Utsunomiya Junior College）は、栃木県宇都宮市下荒針町長坂3829に本部を置く日本の私立大学。1967年創立、1967年大学設置。大学の略称は宇短大。

## 概観

### 大学全体
- 栃木県宇都宮市に所在する日本の私立短期大学で、設置主体は学校法人須賀学園[1]。
- 東京藝術大学や桐朋学園大学などの協力のもと学校法人須賀学園により1967年に設置、開学。当初は入学定員50名の音楽科のみ[2]の単科短大だったが、現在は人間福祉学科と食物栄養学科が増設され、3学科[注 1]にまで発展している。

### 教育および研究
- 宇都宮短期大学にある音楽科には全国の音楽系短大で唯一、ピアノ初心者向けの専攻コースとして「ピアノ教養専攻コース」が設置されている。その他、声楽専攻コースや管楽器専攻コースなど多彩なコースがある。人間福祉学科には、ソーシャルワーカーの基礎を養う社会福祉専攻、介護のエキスパートを育成する介護福祉専攻がある。

### 学風および特色
- 宇都宮短期大学の入学者出身校は、県内はもとより日本全国に及んでいる[3]。
- 特別定期演奏会が行われている。
- 「全人教育」を実践しているところに特徴がある。
- 短期大学卒業式には、音楽科学生による演奏会が行われている。短大附属高等学校と合同で行われている。
- オーストリア・ドイツ・イタリア・フランスにて音楽科学生を対象とした音楽研修旅行が実施されている<。
- 音楽家として活躍している卒業生が多い。

## 沿革
（沿革の出典は法人公式サイト）
- 1967年
  - 1月23日 左記を以て文部省[注 2]より短期大学の設置が認可される[5]。
  - 4月1日 宇都宮短期大学が以下の学科体制にて開学[6]。
    - 音楽科 入学定員50名
- 1967年
  - 5月1日 学生数[7]/定員[8]
    - 音楽科 58[注 3]/50
- 1968年
  - 5月1日 学生数[9]/定員
    - 音楽科  106[注 4]/100
- 1986年
  - 4月1日 音楽科の入学定員を50[10]→100[11]に増員[12][13]。
  - 5月1日 学生数[14]/定員
    - 音楽科 女148/150
- 1987年
  - 5月1日 学生数[15]/定員
    - 音楽科 女195/200
- 1999年
  - 4月1日 音楽科の入学定員を100→90に減員 [16]。
  - 5月1日 学生数[17]/定員
    - 音楽科 174[注 5]/190
- 2001年
  - 4月1日 以下の学科を新設する[18]。
    - 人間福祉学科
      - 社会福祉専攻 入学定員120名
      - 介護福祉専攻 入学定員80名

  - 同 音楽科の入学定員を90→70に減員[18]。
- 2003年
  - 4月1日 人間福祉学科に幼児福祉専攻[注 6]を新設[19]。
  - 同 社会福祉専攻の入学定員120→70に減員[19]。
- 2007年
  - 4月1日 人間福祉学科の各専攻の入学定員を以下の通り変更する[20]。
    - 社会福祉専攻 70→50
    - 幼児福祉専攻 50→70
- 2010年
  - 4月1日 人間福祉学科幼児福祉専攻の学生募集を最終とする[注 8]。
- 2012年
  - 3月31日 左記以降を以て人間福祉学科幼児福祉専攻を廃止とする。
- 2019年
  - 4月1日 以下の学科を新設する[22]。
    - 食物栄養学科

## 基礎データ

### 所在地
- 栃木県宇都宮市下荒針町長坂3829

### 交通アクセス
- 関東自動車（関東バス）・JR宇都宮駅 - 東武駅前 - 長坂 - 新鹿沼線に乗車、「宇都宮短期大学」バス停下車。

## 教育および研究

### 組織

#### 学科
- 音楽科：以下の専攻コースが設けられている。なお、入学定員は70名程度（専攻コース別の定員は設けられていない）となっている。
  - ピアノ専攻コース
  - ピアノ演奏専攻コース
  - ピアノ教養専攻コース:初心者向けの専攻コースとなっている。
  - 声楽専攻コース
  - 管楽器専攻コース
  - 弦楽器専攻コース
  - 打楽器専攻コース
  - 電子オルガン専攻コース
  - ピアノ応用専攻コース
  - 音楽療法士専攻コース
  - 邦楽専攻コース
  - 吹奏楽・アンサンブル専攻コース
- 人間福祉学科
  - 社会福祉専攻
  - 介護福祉専攻
  - 幼児福祉専攻 入学定員70名[注 9]
- 食物栄養学科

#### 専攻科
- なし

#### 別科
- なし

##### 取得資格について
- 音楽科：中学校教諭二種免許状（音楽）
- 人間福祉学科
  - 社会福祉専攻：社会福祉士受験資格（一定の実務経験が必要）、医療事務（医療秘書・メディカルクラーク・ドクターズクラーク）受験資格
  - 介護福祉専攻：介護福祉士
- 食物栄養学科：栄養士

#### 附属機関
- 子供音楽教室：附属中学校・高等学校と同じキャンパス内にある。

### 研究
- 『宇都宮短期大学音楽科研究紀要』[24]
- 『宇都宮短期大学人間福祉学科　研究紀要』[25]
- 『人間福祉学科・食物栄養学科研究紀要 = Journal of Utsunomiya Junior College, Department of Human Welfare and Food Sciences and Nutrition』[26]

## 学生生活

### 部活動・クラブ活動・サークル活動
- 宇都宮短期大学のクラブ活動
  - 体育系：フットサル・テニス・柔道・剣道・バレーボール・バドミントン・バスケットボールほか
  - 文化系：軽音楽・手話・ボランティア・演劇ほか

### 学園祭
- 宇都宮短期大学の学園祭は「彩音祭」と呼ばれる。毎年、概ね11月中旬に行われる。

## 大学関係者と組織

### 大学関係者組織
- 宇都宮短期大学には音楽科と人間福祉学科それぞれに独自の同窓会がある。

### 大学関係者一覧

#### 大学関係者
- 須賀友正：初代学長
- 須賀淳：前学長
- 須賀英之：現学長

## 施設

### キャンパス
- 長坂キャンパスと呼ばれ、宇都宮共和大学子ども生活学部、宇都宮短期大学（音楽科・人間福祉学科）でキャンパスを共有している。1号館・2号館・3号館・4号館・5号館、多目的アリーナで構成され、コンサート用ホール・図書館などがある。

## 対外関係

### 他大学との協定
- 放送大学[27]

### 系列校
- 宇都宮共和大学

## 社会との関わり
- 本短大音楽科の学生が、NPO法人 国連クラシックライブ協会主催の「2005 生命のコンサート赤毛のアン」宇都宮公演に「赤毛のアン」役で出演している。

## 卒業後の進路について

### 編入学・進学実績
- 音楽科：宇都宮大学・宮城学院女子大学・獨協大学・玉川大学・洗足学園大学ほか。
- 人間福祉学科（全専攻含む）：日本社会事業大学・仙台大学・東京福祉大学・聖学院大学・駒澤大学・長野大学ほか。

## 附属学校
- 宇都宮短期大学附属中学校・高等学校